# Gypona aneta
Gypona aneta är en insektsart som beskrevs av Delong och Freytag 1975. Gypona aneta ingår i släktet Gypona och familjen dvärgstritar. Inga underarter finns listade i Catalogue of Life.